# Invadopodia
Invadopodia jsou výčnělky buněčné membrány některých buněk. Jsou bohaté na aktinová filamenta a jsou v kontaktu s bílkovinami extracelulární matrix. V invadipodiích je zaznamenávána vysoká míra proteolytického rozkladu a zároveň se zde odehrává čilá buněčná signalizace. Na druhou stranu jsou invadipodia mnohdy pozorována u metastazujících nádorových buněk. Do jisté míry se invadipodia podobají podozomům vytvářeným normálními buňkami, jež pouze potřebují překročit tělní bariéry (např. makrofágy a monocyty vystupující z cév). Podozomy jsou však pouze časově omezené a neúčastní se degradace mimobuněčné hmoty.
V některých případech (např. u některých linií buněk rakoviny prsu) je schopnost tvořit invadipodia přímo spojena s jejich rakovinotvorným chováním.